# Moorea-Maiao
Moorea-Maiao è un comune della Polinesia francese nelle Isole del Vento, comprende 2 isole:
- Moorea
- Maiao

Il comune è diviso in 6 comuni associati:
- Afareaitu : 3 249 abitanti
- Haapiti : 4 045 abitanti
- Maiao : 299 abitanti
- Paopao : 4 244 abitanti
- Papetoai : 2 196 abitanti
- Teavaro : 2 457 abitanti